# کارداگوشوو
کارداگوشوو (انگلیسی: Kardagushevo) یک شهرک در شهرستان تاتیشلینسکی استان باشقیرستان کشور روسیه است.